# Low Energy Antiproton Ring
Low Energy Antiproton Ring (LEAR) var en gigantisk anläggning för partikelfysikexperiment vid CERN i Schweiz. LEAR konstruerades för CERN-experiment inom antimateria och drevs under åren 1982 till 1996.